# 한남군
한남군 이어(漢南君 李𤥽, 1429년 10월 14일(음력 9월 8일) ~ 1459년 7월 8일(음력 5월 29일))은 조선의 왕자로, 조선 제4대 세종의 11남이자 서4남이다. 생모는 혜빈 양씨이다. 시호는 정도(貞悼)이며  자는 군옥(群玉)이다.

## 생애
세종의 서자(庶子)이자, 11남으로 생모는 혜빈 양씨(惠嬪 楊氏) 청주 양씨(淸州 楊氏)이다. 1429년 10월 5일(음력 9월 8일)에 태어났고 1459년 6월 29일(음력 5월 29일)에 졸하였다. 정부인으로는 양원군부인(梁源郡夫人) 안동 권씨(安東 權氏)이다. 자녀로는 정부인 권씨가 낳은 장남 이중생(李衆生)이 있고 장녀 이수리(李修理)가 있다. 1442년(세종 24) 7월 3일 과 1451년(문종 1) 5월 4일 한남군(漢南君)으로 봉하여졌다. 세조가 즉위하자 금성대군(錦城大君), 영풍군(永豊君), 혜빈 양씨와 함께 역모를 꾀하였다는 죄로 1455년 윤6월 11일에 금산(錦山)에 유배되었고, 아산(牙山)에 이배되었다가 세조 2년인 1456년 음력 6월 27일에는 함양(咸陽)으로 옮겨졌다.
함양에서의 방금(防禁)조건이 실록에 전해지고 있다.
금방 조건(禁防條件)

1. 난장(欄墻) 밖에 녹각성(鹿角城)을 설치하소서.

1. 외문(外門)은 항상 자물쇠로 잠그고 조석거리는 10일에 한 차례씩 주며,

   또 담안에 우물을 파서 자급(自給)하게 하고 외인(外人)으로 하여금 서로 통하지 못하게 하소서.

1. 외인이 왕래하여 교통(交通)하거나 혹 물품을 주는 자가 있으면, 불충(不忠)한 자에 견주어 논단하게 하소서.

1. 수령(守令)이 불시에 점검하고, 문을 지키는 자가 혹 비위(非違) 사실이 있으면 율문(律文)에 의하여 죄를 과단(科斷)하게 하소서.

그 뒤 세조는 1456년(세조 2) 6월 3일에는 함양 목사(牧使)에게 치서(馳書)하기를,
“건장하고 부지런하며 조심성 있는 사람을 골라서 이어(李𤥽)의 배소(配所) 네 모퉁이를 나누어 지키게 하고, 당자와 잡인(雜人)의 출입을 엄하게 금방(禁防)하되, 힘써 안정(安靜)을 기하여 놀라지 말게 하라."는 유시를 하기도 하였고, 1457년(세조 3) 6월 28일에는 순흥 부사(順興府使)에게 유시(諭示)하기를,
“도내 함양(咸陽)에 안치(安置)된 이어(李𤥽) 금방(禁防)을 허술하게 하면 수령(守令)은 진실로 죄를 받을 것이고, 감사(監司)도 또한 죄를 면하기 어려울 것이니 다시 금방을 엄하게 더하라.” 하였다.
그 뒤 모든 전토와 노비를 몰수당하고 1459년 음력 5월 29일 병사하였다.

### 사후
그의 묘는 경상남도 함양군 함양읍 교리 산 755-11 번지에 위치해 있으며, 경상남도 기념물 제165호로 지정되었다.
2006년에는 묘소 앞 장명등이 도난되는 수난도 있었다.
그의 아들 이중생은 1476년(성종 7) 나이가 찼다 하여 경기도 연천으로 유배됐다가 1485년(성종 26년) 6월 29일 상소를 올려 고신과 전민을 돌려줄 것을 상소, 성종이 들어주어 수용되었다. 1485년 아들 이중생(李衆生)과 영풍군 이전 의 딸 이 조이(李召史), 문종의 후궁 숙빈 홍씨(肅嬪 洪氏)가 성종에게 상소하여 속공 노비(屬公奴婢)를 줄 것을 청하니, 이중생과 이 조이에게는 각각 노비 20구(口)를 주고, 홍씨에게는 80구를 하사했다.

## 가족관계
- 아버지 : 4대 세종(世宗, 1397 ~ 1450, 재위 1418 ~ 1450)
- 어머니 : 혜빈 양씨(惠嬪 楊氏, ? ~ 1455)
  - 남동생 : 수춘군 이현(壽春君 李玹, 1431 ~ 1455)
  - 남동생 : 영풍군 이전(永豊君 李瑔, 1434 ~ 1456)
  - 정부인 : 양원군부인 안동 권씨(梁源郡夫人 安東 權氏) - 예빈녹사(禮賓錄事) 권격(權格)의 딸
    - 장녀 : 이수리(李修理, 1457 ~ ?)
    - 장남 : 흥안군 이중생(興安君 李衆生, 1458 ~ 1501)
    - 며느리 : 김해 김씨 - 현감(縣監) 김현석(金玄錫)의 딸
    - 며느리 : 금천 계씨 - 계훈(桂勲)의 딸
      - 손녀 : 이가지(李加知, 1481 ~ ?)

    - 며느리(측실) : 이름 미상(노비 출신)
      - 서손자 : 호천군 이옥근(湖川君 李玉根, 1491 ~ 1576)
      - 서손자 : 이인도정 이숙근(利仁都正 李叔根, 1500 ~ ?)

    - 며느리(측실) : 이름 미상
      - 서손녀 : 홍의손(洪義孫)의 처

## 관련 작품

### 드라마
- 《인수대비》 (JTBC, 2011년~2012년 배우:유겸)